# アナランデル郡 (メリーランド州)
アナランデル郡（英: Anne Arundel County、[ˌænəˈrʌndəl]）は、アメリカ合衆国メリーランド州にある郡。ボルチモアの南に位置している。人口は58万8261人（2020年）。郡の西部はかなりの成長を続けている。郡庁所在地は州都でもあるアナポリス市（人口3万8394人）であり、同郡で人口最大の都市でもある。ただし国勢調査指定地域であるグレンバーニーの人口は6万7639人となっている。郡名は、イギリス、コーンウォールのアランデル家の一員で、メリーランド植民地領主第2代ボルチモア男爵セシリウス・カルバートの妻アン・アランデルに因んで名づけられた。
アナランデル郡はワシントン・ボルチモア・北バージニア広域都市圏に含まれる。メリーランド州の人口重心は、アナランデル郡及びハワード郡の郡境にあるジェサップという未編入の町にある。

## 歴史

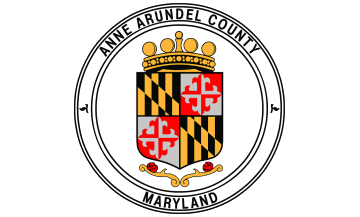
アナランデル郡の元の郡旗、1996年

アナランデル郡の郡名は、イギリス、コーンウォールのアランデル家の一員、初代ウォーダーのアランデル男爵トマス・アランデルの娘アン・アランデルに因んで名づけられた。アンは1627年あるいは1628年に第2代ボルチモア男爵セシリウス・カルバートと結婚した。
アナランデル郡は当初メリーランド植民地のセントメアリーズ郡に属していた。アン・アランデルが死んだ1年後の1650年、アナランデル郡が分離し、植民地3番目の郡となった。1654年から1658年、郡は初期ピューリタン開拓者の多くから「プロビデンス郡」と呼ばれていた。
イングランド内戦が起きていた1655年3月25日、イングランド共和国を支持するピューリタンの軍隊と、セシリウス・カルバートに忠実な軍隊との間に、郡内でセバーンの戦いが起こった。ウィリアム・フラーが指揮していた共和国支持軍が勝利した。
1694年から1695年、メリーランド植民地の首都は、セントメアリーズシティからアナポリスに移された。この遷都前にアナポリスはプロビデンスと呼ばれていた。
アメリカ独立戦争のとき、アナランデル郡民は3個連隊を供出することで大陸軍を支持した。郡内でメリーランド第3連隊、同第4連隊、同第6連隊が編成された。
米英戦争のとき、アナポリスからUSSコンスティチューションが出撃し、イギリス海軍のHMSゲリエールと戦って勝利した。
1830年5月22日、ボルチモア・アンド・オハイオ鉄道の馬に曳かせた列車が、ボルチモア市のマウントクレア駅から、アナランデル郡のエリコットシティまで新しく開通した13マイル (21 km) の鉄路を初めて運行された。これは国内初の定期列車運行となった。1831年、この鉄道の西側がアナランデル郡のハワード地区と見なされた。1851年、ハワード地区が郡から分離し、州内21番目の郡ハワード郡となった。
アナランデル郡には多くのアメリカ合衆国国家歴史登録財がある。

## 地理

### 自然地理と地質
アナランデル郡はボルチモア市の南に位置している。アメリカ合衆国国勢調査局に拠れば、郡域全面積は587.90平方マイル (1,522.7 km2)であり、このうち陸地415.94平方マイル (1,077.3 km2)、水域は171.96平方マイル (445.4 km2)で水域率は29.25%である。
郡の境界の多くは水域で規定されている。東にはチェサピーク湾があり、はっきりした半島を形成しているその海岸線も多くの入り組んだ川と湾が造られている。その中で大きなものは北からマゴシー川、セバーン川、サウス川、ウェスト川である。パタクセント川が西のプリンスジョージズ郡との境になっている。ディープランがハワード郡との北西部郡境となり、ライアンズ・クリークが南のカルバート郡との郡境になっている。北のパタプスコ川はボルチモア郡との郡境だが、この川より南にあるブルックリンとカーティスベイの地区は1918年にアナランデル郡からボルチモア市に譲渡された。
アナランデル郡は当初、パタクセント川とパタプスコ川（主流と南支流）の間、上流はパーズリッジの水源まで全ての土地を領域に含んでいた。この長い土地の北西部は後にハワード郡となり、その境界は大西洋岸滝線の近くを走ることになった。その結果、アナランデル郡の大半は大西洋岸平原にあり、ハワード郡はほとんどピードモント台地の上にあることになった。
郡内の標高はチェサピーク湾岸やその入り江の海面から、西部の滝線近く、海抜300フィート (90 m) まで変化している。地形はほとんど平坦であるか穏やかなうねりを伴っているが、高度が高い地域を水路が切り開いた場所では高さのある岸や崖ができている。
ピードモント台地の限られた範囲を除いて、先カンブリア時代から古生代初期の変成岩が地盤となり、その上に白亜紀初期から完新世のものとされる砂利、砂、泥、粘土が厚く積もっている。これら堆積物の大半は層を成していないが、特にパサデナ地域では砂岩の層がある。

### 交通
アナランデル郡内にはボルチモア・ワシントン国際サーグッド・マーシャル空港があり、BWIと短縮される。ボルチモア大都市圏の主要空港である。ワシントンD.C地域の住人にとっても代替空港として人気が出つつある。サウスウェスト航空の東海岸ハブ空港であり、国内の多くの場所へ直行便が運行されている。
メリーランド州交通管理部のライトレールの南部がボルチモア市中心街とBWIを結び、アナランデル郡内を抜けている。
マークの通勤鉄道ではBWI駅など多くの停車駅が郡内にある。アムトラックの列車もBWI駅で停車する。
さらにローレルを本拠とする「コネクト・ア・ライド」が郡内西部に2本のルートを運行している。セバーン、アランデルミルズ、メリーランドシティ、グレンバーニー、ハノーバー、オーデントンを通っている。ハワード郡のハワード交通シルバー線はアランデルミルズのショッピングモールとBWI駅に停車している。
郡内を 州間高速道路97号線が通っている。これは郡内にその全体が入っている唯一の州間高速道路である。州間高速道路695号線はマッケルディン・ベルトウェイまたはボルチモア・ベルトウェイとも呼ばれ、郡の北部を抜けている。州間高速道路895号線、すなわちハーバートンネル・スルーウェイが郡内を通ってボルチモア・ハーバートンネルに向かう。95号線の支線である州間高速道路195号線はBWI空港に向かう。
州間高速道路595号線も郡中央部を通っている。しかし表示は無い。通常は アメリカ国道50号線 や アメリカ国道301号線と呼ばれている。
その他に州道の自動車専用線が郡北部を密度濃くカバーしている。ボルチモア・ワシントン・パークウェイ（メリーランド州道295号線）が北西のハワード郡との郡境にほぼ並行して走っている。メリーランド州道100号線は東西方向に、パサデナからハノーバーを通ってハワード郡に入り、メリーランド州道32号線はハワード郡コロンビアのミラーズビル近くで州間高速道路97号線に接続し、オーデントンとフォートミードに向かう。 メリーランド州道10号線、別名アランデル・イクスプレスウェイは南北方向にグレンバーニーを迂回し、ボルチモア・ベルトウェイとリッチー・ハイウェイをセバーンパークの北で繋いでいる。
チェサピーク湾橋は郡内からチェサピーク湾を跨いでおり、州西海岸部と東海岸部のクイーンアンズ郡を繋いでいる。

### 隣接する郡と独立市
- ボルチモア市 - 北
- ボルチモア郡 - 北
- カルバート郡 - 南
- ケント郡 - 北東
- ハワード郡 - 北西
- プリンスジョージズ郡 - 南西
- クイーンアンズ郡 - 東
- タルボット郡 - 南東

### 国立保護地域
- パタクセント野生生物研究センター（部分）

## 気候

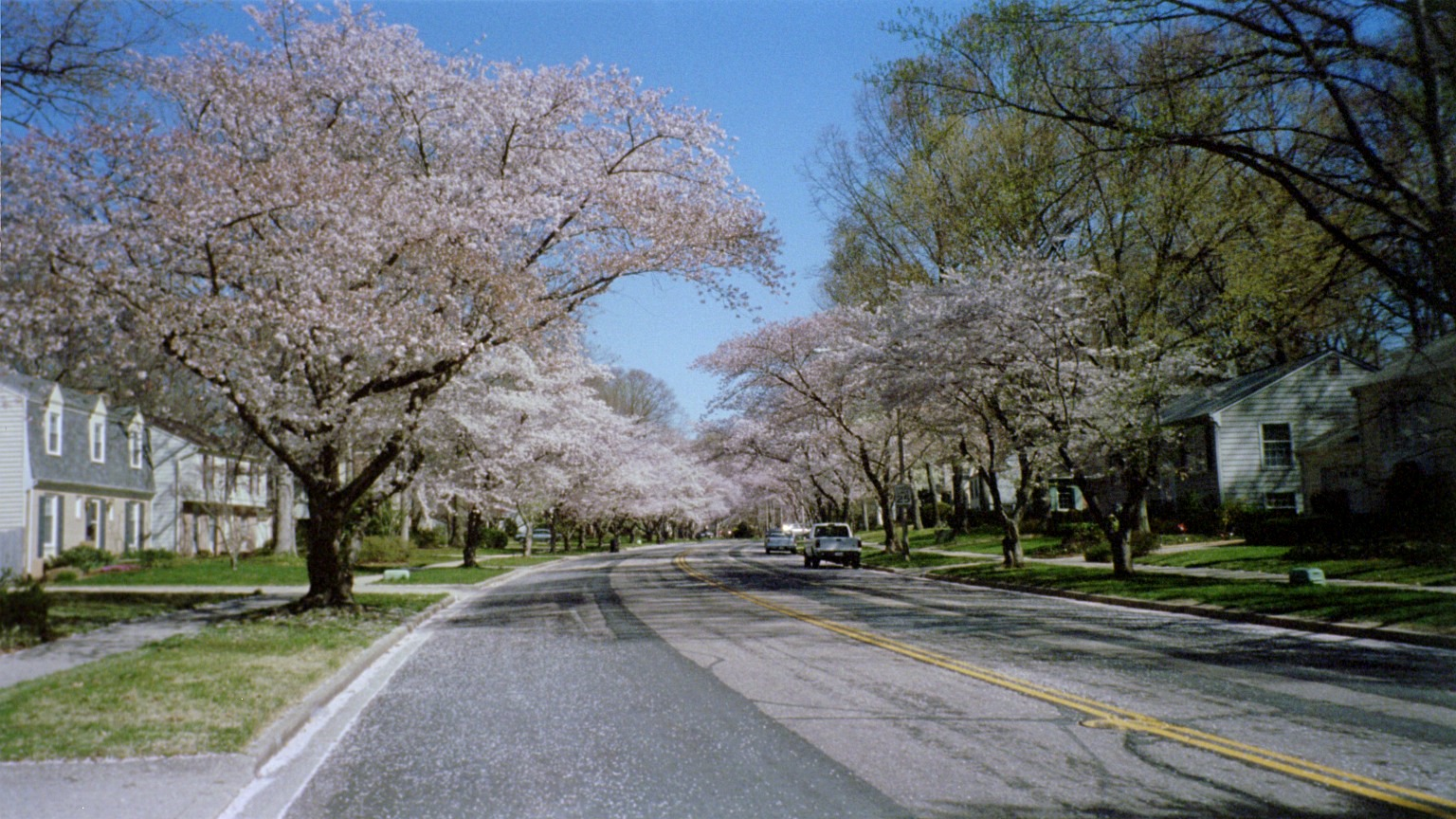
クロフトンのクロフトン・パークウェイ

アナランデル郡は温暖湿潤気候にある。夏は暑く湿度が高く、冬は冷涼である。年間平均降水量は40インチ (1,000 mm) ほどであり、一年を通じて平均した降水量がある。年間平均降雪量はボルチモア・ワシントン国際サーグッド・マーシャル空港で21.8インチ (55 cm) ほどであり、空港の標高は148フィート (45 m) である。高度が高い地域では冬の気温がやや低く、降雪量がやや多い。海面近くでは降雪量がやや少ない。アメリカ合衆国農務省による植物耐寒性区分では、低地が区分 7b にあり、冬の最低気温は 5 ないし 10 °F (−15 ないし −12 °C) とされている。標高が高い地域は区分 7a にあり、冬の最低気温は 0 ないし 5 °F (−18 ないし −15 °C) とされている 。

## 法と政府
| 年     | 共和党        | 民主党        |
| ------ | ------------- | ------------- |
| 2012年 | 49.0% 126,832 | 48.9% 126,635 |
| 2008年 | 49.9% 129,682 | 48.2% 125,015 |
| 2004年 | 55.6% 133,231 | 43.1% 103,324 |
| 2000年 | 51.9% 104,209 | 44.7% 89,624  |
| 1996年 | 48.9% 83,574  | 42.2% 72,147  |
| 1992年 | 43.9% 81,467  | 37.0% 68,629  |
| 1988年 | 61.1% 200,641 | 38.3 125,711  |
| 1984年 | 62.9% 183,181 | 36.8 107,295  |
| 1980年 | 57.4% 137,620 | 30.8% 73,734  |
| 1976年 | 53.6% 110,424 | 44.7% 92,037  |
| 1972年 | 66.3% 112,135 | 32.4% 54,844  |
| 1968年 | 49.0% 57,462  | 38.2% 44,796  |
| 1964年 | 38.7% 30,755  | 61.2% 48,680  |
| 1960年 | 51.7% 26,064  | 48.1% 28,006  |

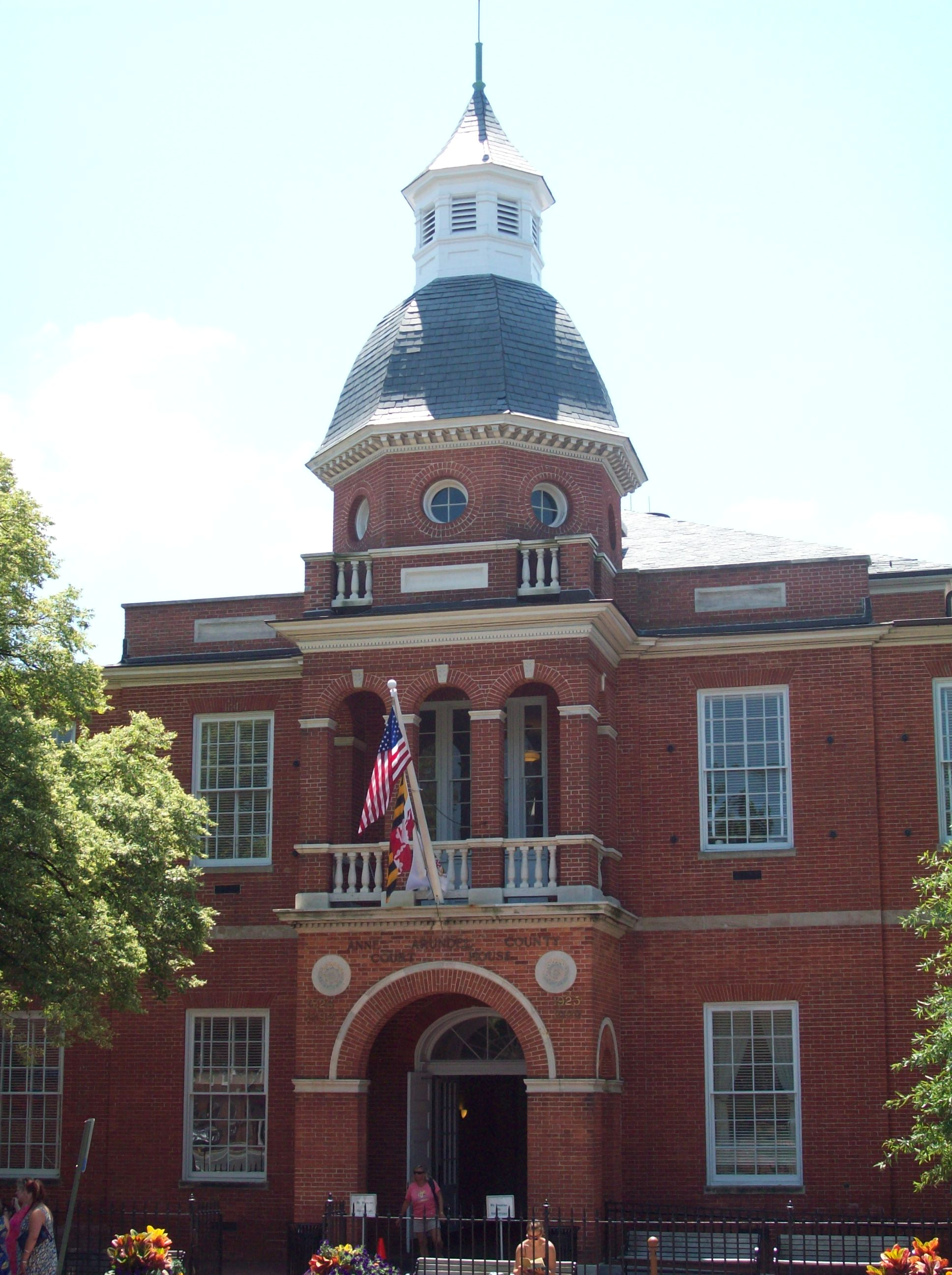
アナランデル郡庁舎、2009年7月撮影

アナランデル郡は1965年からチャーター政府形態を採っている。郡政府は1人の郡執行官と7人の委員で構成される郡政委員会がある。郡執行官と7人の委員はメリーランド州知事と州議会議員の選挙と同じ年に選挙で選ばれ、2期まで再選が許されている。
アナランデル郡は州内の人口が多い郊外郡やボルチモア・ワシントン・コリダーの都会化郡の中で、共和党を強く支持する郡の1つになっている。選挙では共和党が勝つことが多いが、登録有権者数では下記のように民主党の方が多い。
2010年9月の登録有権者比率
- 総数: 328,933人
- 民主党    (44.10%)
- 共和党    (36.49%)
- 無党派    (16.99%)
- その他    (0.65%)

### 郡執行官
郡執行官は、多くの部門で構成される郡政府行政府を監督する。行政府は郡の法を執行し、郡政府の運営を監督する。

### 郡政委員会
立法府である郡政委員会は条例と決議を採択し、郡内の立法権全てを掌握する。最近の選挙は2010年11月2日に行われ、共和党4人、民主党3人となった。

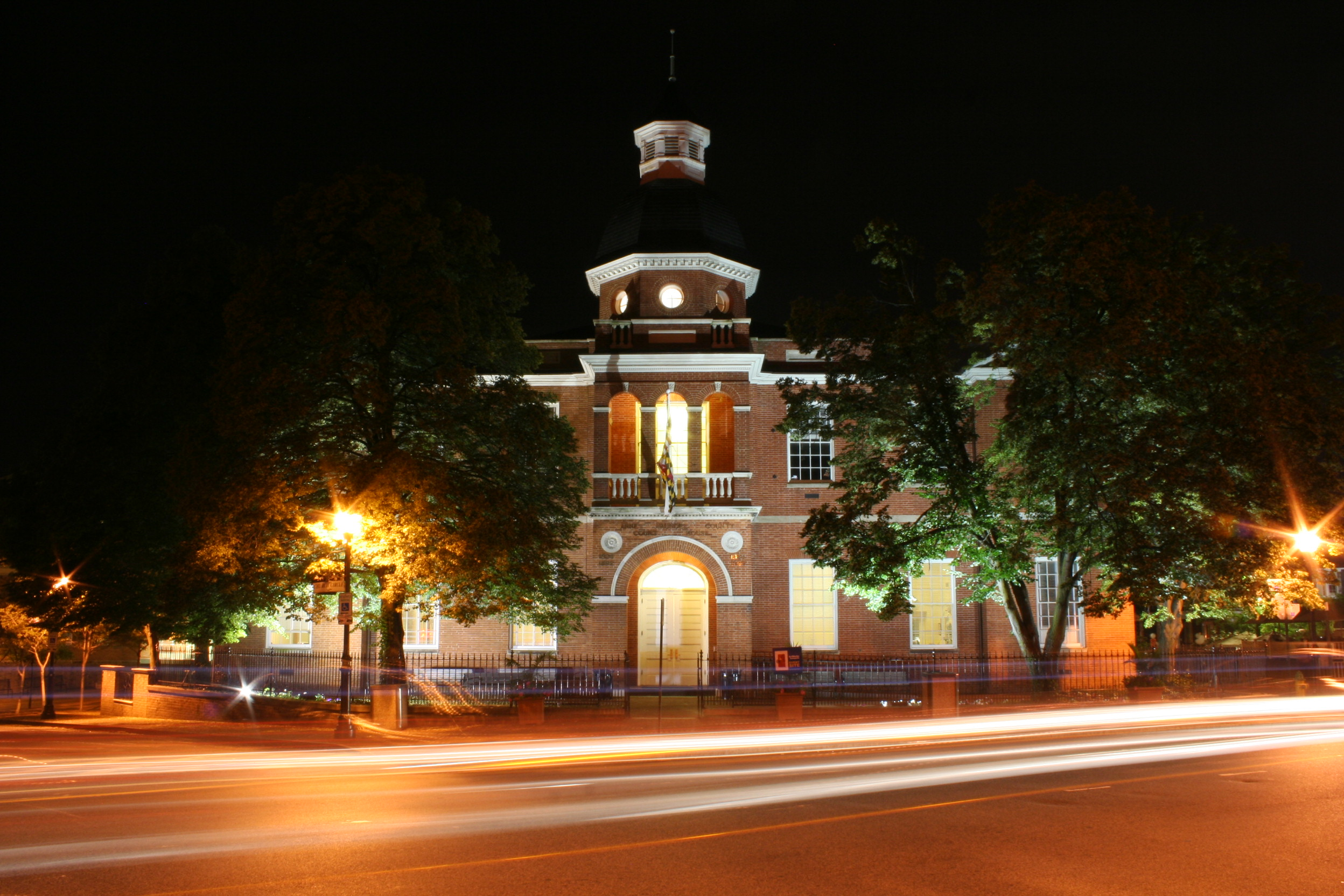
夜の郡庁舎、2005年6月撮影

### 警察組織
郡内には幾つかの警察組織がある。
- アナランデル郡警察署[14]
- アナランデル郡保安官事務所[15]
- メリーランド州警察
- メリーランド州自然資源警察
- メリーランド州交通公社警察
- メリーランド州高越管理部警察
- アナランデル郡拘束施設部[16]

## 人口動態
以下は2000年国勢調査による人口統計データである。
| 基礎データ - 人口: 489,656人 - 世帯数: 178,670 世帯 - 家族数: 129,178 家族 - 人口密度: 455人/km2（1,177人/mi2） - 住居数: 186,937軒 - 住居密度: 174軒/km2（449軒/mi2） 人種別人口構成（2000年統計、（ ）内は2010年統計） - 白人: 81.24% (75.4%、非ヒスパニック系は72.42%) - アフリカン・アメリカン: 13.57% (15.52%) - ネイティブ・アメリカン: 0.30% (0.31%) - アジア人: 2.29% (3.41%) - 太平洋諸島系: 0.06% (0.1%) - その他の人種: 0.85% (0.16%) - 混血: 1.69% (2.37%) - ヒスパニック・ラテン系: 2.63% (6.12%) 先祖による構成 - ドイツ系：17.7% - アイルランド系：13.1% - イギリス系：10.5% - アメリカ人：8.1% - イタリア系：7.0% | 年齢別人口構成 - 18歳未満: 25.2% - 18-24歳: 8.1% - 25-44歳: 32.8% - 45-64歳: 23.9% - 65歳以上: 10.0% - 年齢の中央値: 36歳 - 性比（女性100人あたり男性の人口） - 総人口: 99.1 - 18歳以上: 97.1 世帯と家族（対世帯数） - 18歳未満の子供がいる: 34.9% - 結婚・同居している夫婦: 57.2% - 未婚・離婚・死別女性が世帯主: 11.1% - 非家族世帯: 27.7% - 単身世帯: 21.3% - 65歳以上の老人1人暮らし: 6.4% - 平均構成人数 - 世帯: 2.65人 - 家族: 3.09人 収入と家計 - 収入の中央値 - 世帯: 61,768米ドル（2007年推計では79,294ドル） - 家族: 69,019米ドル（2007年推計では91,071ドル） - 性別 - 男性: 43,747米ドル - 女性: 32,348米ドル - 人口1人あたり収入: 27,578米ドル - 貧困線以下 - 対人口: 5.1% - 対家族数: 3.6% - 18歳未満: 6.3% - 65歳以上: 5.8% |

### 人口の推移
アナランデル郡の人口推移を他の22郡およびボルチモア市と比較すると次のようになる。
- 1900.......39,620......第6位（上位にはアリゲイニー郡、ボルチモア郡、ボルチモア市、フレデリック郡、ワシントン郡）
- 1910.......39,553......第6位
- 1920.......43,408......第6位
- 1930.......55,167......第6位（フレデリック郡を抜き、プリンスジョージズ郡に抜かれた）
- 1940.......68,375......第7位（モンゴメリー郡に抜かれた）
- 1950......117,392......第5位（アリゲイニー郡とワシントン郡を抜き、上位に来るのはボルチモア郡、ボルチモア市、モンゴメリー郡、プリンスジョージズ郡）
- 1960......206,634......第5位
- 1970......297,539......第5位
- 1980......370,775......第5位
- 1990......427,239......第5位
- 2000......489,656......第5位
- 2010......537,656......第5位

## 都市と町
アナランデル郡内にはメリーランド州法による法人化市町が2つある。
- アナポリス（1708年法人化） - 郡庁所在地
- ハイランドビーチ（1922年法人化）

### 国勢調査指定地域
未編入領域も「町」と考えられるが、政府は無い。アメリカ合衆国国勢調査局、アメリカ合衆国郵便公社、地元商工会議所など様々な組織がその町を定義している。法人化はされていないので、その境界が定義されていない。アメリカ合衆国国勢調査局は以下の国勢調査指定地域を登録している。
| - アーデンオンザセバーン - アーノルド - ブルックリンパーク - ケイプセントクレア - クロフトン - クラウンズビル - ディール - エッジウォーター - ファーンデール - フォートミード - グレンバーニー | - グリーンヘイブン - ハノーバー - ヘラルドハーバー - ヒルズミアショアーズ - ジェサップ（ハワード郡に跨る） - レイクショア - リンチカム - ロンドンタウン - メリーランドシティ - メイヨー - オーデントン | - パロール - パサデナ - パンフリー - リバ - リビエラビーチ - セルビーオンザベイ - セバーン - セバーナパーク - シャディサイド - サウスゲイト |

### 未編入の町
その他の未編入領域として次の町がある。
| - アナポリスジャンクション - ビバリービーチ - ブリストル - チャーチトン - デイビッドソンビル - フェアヘイブン - フレンドシップ - ギャンブリルズ - ゲイルズビル - ジャーマンタウン | - ギブソンアイランド - ハノーバー（一部はハワード郡） - ハーマンズ - ハランデール - ハーウッド - ジェイコブスビル - ロシアン - ミラーズビル - オーチャードビーチ - オーウェンスビル | - リバーデール - ラセット - シャーウッドフォレスト - サドリー - トレイシーズランディング - ウェイソンズコーナー - ウェストリバー - ウィンチェスターオンザセバーン - ウッドランドビーチ |

## 州と連邦政府の機関
州政府の機関が幾つか郡内未編入領域に本部を置いている。行政府ではメリーランド州農務省、同航空管制部、同住宅コミュニティ開発省、同交通省である。独立機関の田園部メリーランド委員会も郡内未編入領域に本部を置いている。

### 州の矯正施設
メリーランド州公衆安全矯正サービス省が運営するメリーランド矯正ハウスが郡内にあったが、2007年に閉鎖された。
メリーランド州公衆安全矯正サービス省は未編入の町ジェサップで以下の施設を運営している。
- ブロックブリッジ矯正施設
- ジェサップ矯正施設
- ジェサップ釈放前施設
- メリーランド矯正施設
- メリーランド女性矯正施設
- パタクセント施設

### コロンビア特別区の施設
コロンビア特別区少年リハビリテーションサービス省が、少年刑務所である新出発少年開発センターを郡内で運営している。以前はオークヒル少年センターもあった。

### アメリカ合衆国国防総省の施設
フォート・ジョージ・G・ミードは大型のアメリカ陸軍基地であり、郡の北西にある。ここには国家安全保障局もある。
海軍兵学校がアナポリス市にある。

## 医療
郡内にはアナポリス市のアナランデル医療センターとグレンバーニーのボルチモア・ワシントン医療センター（元は北アランデル病院）という2つの総合病院があり、メリーランド大学医療システムに属している。

## メディア
- 郡内の新聞は、「ザ・キャピタル」と「メリーランド・ガゼット」（1727年創刊）がある[29]。

## 教育
- 郡内の公共教育はアナランデル郡公共教育学区が管轄している。
- 高等教育機関としては、アナランデル・コミュニティカレッジが郡内数か所にキャンパスを置いている。
- アナポリス市には、海軍兵学校とセントジョンズ・カレッジもある。

## レクリエーション

### メリーランド公園サービス
サンディポイント州立公園が、チェサピーク湾橋西端近く、ブロードネック半島の付け根にある。ビーチとマリーナがあり、年間を通じて多くの祭や行事が開催されている。アナポリス市の自然資源省本部にはヘレン・アバリン・トーズ庭園がある。この5エーカー (20,000 m2) の庭園には、州の様々な地域を代表するものが置かれている。パタプスコバレー州立公園の東端が郡内に入っており、未開発の森林やパタプスコ川下流の湿地が含まれている。

### アナランデルのレクリエーションと公園
レクリエーションと公園部が「郡民のための包括的レクリエーション体系と価値ある土地の保存計画」を実行している。これには屋内屋外のスポーツ施設、コミュニティ公園、緑道、考古学・環境・歴史保存地、大型地域施設が含まれている。主要施設としては、ボルチモア&アナポリス・トレイル、ダウンズ公園、ジャグベイ湿原保護地、子供農場公園、クワイエットウォーター公園がある。
その他の見どころとして、アナポリス近くで開催されるメリーランド・ルネッサンス祭、メリーランド州会議事堂、アナポリス植民地歴史地区がある。
州内でも最大級のショッピングセンターとして、アナポリス・モールとハノーバーのアランデルミルズがある。アランデルミルズに隣接してカジノのメリーランド・ライブ!がある。

## 著名な出身者
- メイソン・ロック・ウィームズ（1759年 - 1825年） - ワシントンの伝記で有名な牧師、著述家
- パット・セイジャック（1946年 - ）テレビ番組の司会者[33]